# Тувинська народно-революційна армія
Тувинська народно-революційна армія — збройні сили Тувинської Народної Республіки.
Перші воєнізовані формування тувинців з'явились ще в період Громадянської війни на території Російської імперії. Чисельність загонів не перевищувала декількох сотень осіб. Вони поперемінно вели бої на боці китайців, монголів, частин Колчака та червоних партизан. Усе залежало від конкретної політичної ситуації.
Реальне військове будівництво почалось в 1920-х роках, після того, як Тува стала незалежною. Спочатку за це було відповідальне Міністерство внутрішніх справ, з 1932 року створено Військове міністерство. На початок Другої світової війни Тува мала Передовий полк (кавалерійський) чисельністю приблизно 1,5 тисячі осіб.
За перший місяць після проголошення війни Німеччині в червні 1941 року, особовий склад армії був збільшений вдвічі. Крім того, було створено ополчення та добровольчі загони. 18 березня 1943 року заступник голови Ради Міністрів Туви Сергій Салчак повідомив про готовність виступати на фронт тувинських добровольців-танкістів. На початок 1944 року тувинські танкісти пройшли навчання в радянському танковому училищі на механіків-водіїв, отримали звання від сержанта до лейтенанта та, прийнявши танки Т-34, відбули на фронт та були зачислені в склад 25-го окремого танкового полку (з лютого 1944 року в складі 52-ї армії 2-го Українського фронту).
У вересні 1943 року друга група добровольців (206 осіб) була зачислена в склад 8-ї кавалерійської дивізії, де взяла участь в рейді по німецьких тилах на заході України. Німці називали тувинських кавалеристів «Чорна смерть», оскільки вони принципово не брали полонених. Загалом на фронтах Другої світової війни воювало 8 тисяч тувинців. Приблизно 20 воїнів стали кавалерами ордена Слави, до 5,5 тисяч нагороджено іншими радянським та тувинськими орденами й медалями. В 1944 році це формування увійшло до складу РСЧА, а потім, після входження Туви до складу СРСР, припинило своє існування.